# Primula forrestii
Primula forrestii är en viveväxtart som beskrevs av Isaac Bayley Balfour. Primula forrestii ingår i släktet vivor, och familjen viveväxter. Inga underarter finns listade i Catalogue of Life.

## Bildgalleri

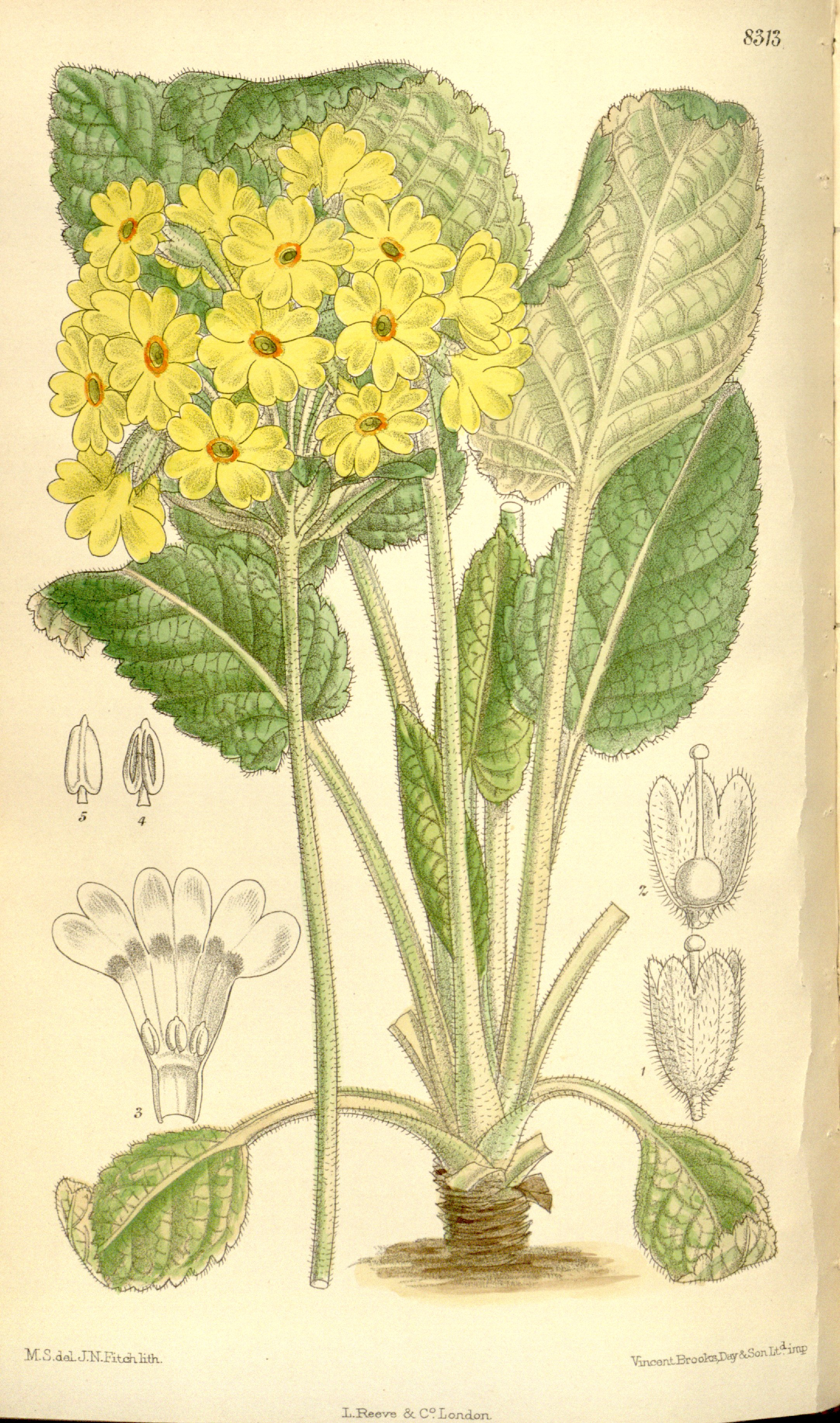